# Episodi de La signora in giallo (decima stagione)
La decima stagione della serie televisiva La signora in giallo è composta da 21 episodi, trasmessi per la prima volta negli Stati Uniti sul canale CBS tra il 12 settembre 1993 e il 22 maggio 1994.
In Italia gli episodi sono stati trasmessi in prima visione e in disordine dal 1º novembre al 25 novembre 1995 su Rai 1.
| nº | Titolo originale              | Titolo italiano               | Prima TV USA      | Prima TV Italia  |
| -- | ----------------------------- | ----------------------------- | ----------------- | ---------------- |
| 1  | A Death in Hong Kong          | La casa di Dunbar             | 12 settembre 1993 | 1º novembre 1995 |
| 2  | For Whom the Bell Tolls       | Quel bar al "65"              | 26 settembre 1993 | 2 novembre 1995  |
| 3  | The Legacy of Borbey House    | Il segreto di Borbey House    | 3 ottobre 1993    | 6 novembre 1995  |
| 4  | The Phantom Killer            | I sigari del signor Mannion   | 24 ottobre 1993   | 4 novembre 1995  |
| 5  | A Virtual Murder              | Omicidio a Hasting Rock       | 31 ottobre 1993   | 3 novembre 1995  |
| 6  | Bloodlines                    | Un autentico purosangue       | 7 novembre 1993   | 8 novembre 1995  |
| 7  | A Killing in Cork             | La pipa del Gancanagh         | 21 novembre 1993  | 10 novembre 1995 |
| 8  | Love and Hate in Cabot Cove   | Chi ha sparato allo sceriffo? | 28 novembre 1993  | 11 novembre 1995 |
| 9  | Murder at a Discount          | Il latitante                  | 5 dicembre 1993   | 13 novembre 1995 |
| 10 | Murder in White               | L'impermeabile bianco         | 19 dicembre 1993  | 16 novembre 1995 |
| 11 | Northern Explosion            | Esplosioni al nord            | 2 gennaio 1994    | 7 novembre 1995  |
| 12 | Proof in the Pudding          | Le ricette di chef Bonelli    | 9 gennaio 1994    | 14 novembre 1995 |
| 13 | Portrait of Death             | La compagna di stanza         | 16 gennaio 1994   | 15 novembre 1995 |
| 14 | Deadly Assets                 | Un furto dopo l'altro         | 23 gennaio 1994   | 17 novembre 1995 |
| 15 | Murder on the Thirtieth Floor | Le erbe del dottor Santana    | 6 febbraio 1994   | 18 novembre 1995 |
| 16 | Time to Die                   | Graffiti a Manhattan          | 6 marzo 1994      | 9 novembre 1995  |
| 17 | The Dying Game                | Il cacciatore di cervi        | 13 marzo 1994     | 21 novembre 1995 |
| 18 | The Trouble with Seth         | Prigioniero del passato       | 27 marzo 1994     | 23 novembre 1995 |
| 19 | Roadkill                      | Una catena di ricatti         | 1º maggio 1994    | 22 novembre 1995 |
| 20 | A Murderous Muse              | Accordo fatale                | 15 maggio 1994    | 24 novembre 1995 |
| 21 | Wheel of Death                | La ruota della morte          | 22 maggio 1994    | 25 novembre 1995 |

## La casa di Dunbar
- Titolo originale: A Death in Hong Kong
- Diretto da: Vincent McEveety
- Scritto da: Laurence Heath

### Trama
Jessica è a Hong Kong, ospite dei signori Brian e Emma Dunbar, una coppia di ricchi imprenditori. Mentre si trovano in giro per visitare la città, Jessica assiste sconcertata al rapimento di Emma e resta ancora più allibita quando la polizia non si mostra molto interessata alla vicenda, giudicandola un sequestro lampo piuttosto comune. In effetti la signora Dunbar viene rilasciata quasi immediatamente, ma i misteri non sono finiti perché la sera stessa Brian muore dopo aver assaggiato un piatto tipico durante un banchetto in suo onore.

## Quel bar al "65"
- Titolo originale: For Whom the Bell Tolls
- Diretto da: Anthony Pullen Shaw
- Scritto da: Donald Ross

### Trama
Eugene e Walter Gillrich sono titolari di una società di costruzioni che intende abbattere alcuni palazzi di New York per costruire un grattacielo. La loro attività però ottiene diverse proteste da parte di un comitato cittadino, contrario in particolar modo alla demolizione di un edificio al civico 65, che ebbe l'onore di ospitare lo scrittore Ernest Hemingway. Le responsabili del comitato, Carol Collins e Margaret Johnson, amiche di Jessica, la convincono ad aiutarle nella contestazione. Gli stessi fratelli Gillrich sono in disaccordo sul progetto e Walter si mostra incline a desistere, venendo incontro alle lamentele del comitato, mentre Eugene e sua moglie Lee sono fortemente intenzionati a proseguire. Una sera Walter viene ucciso nel suo studio e la polizia sospetta subito che il vero obiettivo fosse il fratello.

## Il segreto di Borbey House
- Titolo originale: The Legacy of Borbey House
- Diretto da: Walter Grauman
- Scritto da: Danna Doyle e Debbie Smith

La spettrale Borbey House, residenza vittoriana di Cabot Cove, viene acquistata da un certo Lawrence Baker, appena trasferitosi in paese. I lavori di ristrutturazione attirano l'attenzione della cittadinanza locale, soprattutto perché il tuttofare Charles Weatherly è troppo impegnato con Borbey House per dedicarsi ai problemi degli altri abitanti di Cabot Cove. Anche la signora Fletcher, intenta a sistemare le tubature e l'impianto elettrico di casa sua, si trova in difficoltà e si informa sull'identità del nuovo arrivato. Baker non è molto apprezzato dai concittadini, che alimentano alcune dicerie sul suo conto spargendo la voce che in realtà sia un vampiro; in effetti la superstizione aumenta quando l'uomo viene trovato morto in casa con un paletto di legno conficcato nel cuore.
- Curiosità: è uno dei pochi episodi che lascia un mistero in sospeso. Nonostante l’omicidio venga risolto, alla fine della puntata si scopre che il proprietario originale di Borbey House è identico al sig. Baker, facendo dunque intendere che l’ipotesi sul vampiro non sia poi così assurda.

## I sigari del signor Mannion
- Titolo originale: The Phantom Killer
- Diretto da: Anthony Pullen Shaw
- Scritto da: Tom Sawyer

Ben Forman, timido e imbranato giornalista alle prime armi, riesce a intervistare Jessica Fletcher per merito del suo agente che cerca di procurargli quanto più lavoro possibile. Ben confida alla signora Fletcher di aver scritto una sceneggiatura e di essere in procinto di realizzarla grazie allo spietato produttore Harrison Kane, ma Jessica lo mette in guardia raccontandogli di aver avuto una brutta esperienza professionale con Kane. Quando poi Kane viene trovato cadavere, folgorato nella sua vasca da bagno, Ben è il principale indiziato e chiede aiuto a Jessica per discolparsi.

## Omicidio a Hasting Rock
- Titolo originale: A Virtual Murder
- Diretto da: Lee Smith
- Scritto da: Carlton Hollander

La Marathon Images, una compagnia specializzata in realtà virtuale, si sta occupando di realizzare un videogioco tratto da un libro della signora Fletcher dal titolo "Omicidio a Hasting Rock", ma sorgono alcuni problemi con il programma. Jessica si reca quindi nella Silicon Valley per apportare alcune modifiche alla trama e collabora con il giovanissimo informatico Alex Hooper, un suo concittadino di Cabot Cove. Tuttavia, proprio durante la presentazione del videogame, il programmatore James Lindstrom viene trovato ucciso e Jessica decide di sfruttare le abilità di hacker di Alex per trovare il colpevole.

## Un autentico purosangue
- Titolo originale: Bloodlines
- Diretto da: Don Mischer
- Scritto da: Robert Hamner (sceneggiatura), Michael Berlin (soggetto) e Eric Estrin (soggetto)

Con l'intento di effettuare delle ricerche per il suo nuovo romanzo, Jessica si reca in Virginia dal suo amico Matt Cleveland, allenatore dei cavalli delle scuderie di Wally Hampton. La figlia di Matt, Jill, si sta occupando della preparazione atletica di un cavallo fortissimo, che potrebbe salvare le scuderie da un imminente fallimento. Tuttavia Matt si accorge che qualcuno sta cercando di drogare il cavallo per sabotarlo e decide di scoprire chi sta tramando alle loro spalle, ma la sua indagine lo porta ad essere ucciso.

## La pipa del Gancanagh
- Titolo originale: A Killing in Cork
- Diretto da: Anthony Pullen Shaw
- Scritto da: Bruce Lansbury

Jessica si reca in Irlanda per fare visita alla sua vecchia amica Fiona Griffith. Nell'ultimo periodo la donna è molto preoccupata per le sorti dell'azienda di famiglia, che naviga in cattive acque da quando è morto suo marito Richard. Fiona e suo figlio Sean, che si occupa degli affari, non vedono altra soluzione se non quella di cedere l'azienda al cugino Ambrose. Improvvisamente però si presenta a sorpresa l'altro figlio di Fiona, Patrick, che aveva abbandonato la famiglia alcuni anni prima dopo aver avuto dei contrasti con suo padre. Patrick si oppone strenuamente alla cessione e così, quando Ambrose viene trovato assassinato, diviene il primo sospettato per l'omicidio.

## Chi ha sparato allo sceriffo?
- Titolo originale: Love and Hate in Cabot Cove
- Diretto da: Anthony Pullen Shaw
- Scritto da: Robert van Scoyk

Da qualche settimana lo sceriffo Metzger riceve delle lettere minatorie e una sera qualcuno tenta di ucciderlo sparandogli contro. Metzger è convinto che dietro la vicenda ci sia Lou Keramides, proprietario di un ristorante che gestisce una bisca clandestina. La signora Fletcher, tornata a Cabot Cove per risolvere alcuni problemi con il suo commercialista, decide di aiutare il suo amico sceriffo e si mette a fiutare le possibili piste.

## Il latitante
- Titolo originale: Murder at a Discount
- Diretto da: Walter Grauman
- Scritto da: Rick Mittleman

Jessica è in partenza per Maui, ma è costretta a rimanere a New York per via di una particolare controversia giudiziaria: un certo Dave Novaro la vuole portare in tribunale sostenendo che la trama del suo ultimo romanzo, "Il latitante", ricalca pienamente l'assassinio della sua prima moglie Janet, avvenuto alcuni anni prima e tuttora irrisolto. Nel romanzo di Jessica il colpevole è il marito, quindi Novaro sostiene che la signora Fletcher si sia ispirata alla sua vicenda e voglia diffamarlo; Jessica è sicura di aver ideato la storia di sana pianta, ma effettivamente le somiglianze sono moltissime. Una sera Novaro telefona a Jessica e le dice che rileggendo attentamente il libro ha capito chi è il vero assassino, quindi le propone un incontro per parlarle. Seppur titubante, Jessica decide di presentarsi all'appuntamento e trova il cadavere di Novaro.
- Guest star: George Segal (Dave Novaro), Morgan Fairchild (Iris Novaro)

## L'impermeabile bianco
- Titolo originale: Murder in White
- Diretto da: Vincent McEveety
- Scritto da: Peter S. Fischer (accreditato come Lawrence Vail)

Glenda Highsmith, un'amica di Jessica, è impegnata come attrice protagonista in uno spettacolo teatrale tratto da un libro della Fletcher. Lo spettacolo però non risulta totalmente riuscito e così Glenda chiede a Jessica di raggiungerla a Londra per aiutare la sceneggiatrice Mae Shaughnessy a riadattare il romanzo. Durante la preparazione dello spettacolo il tirannico produttore Martin Kramer viene ucciso e un testimone oculare afferma di aver visto una donna bionda con un impermeabile bianco allontanarsi dalla scena del delitto subito dopo l'omicidio. Glenda, che indossa spesso un impermeabile bianco, viene subito sospettata e così Jessica si mette in azione per scagionare l'amica.

## Esplosioni al nord
- Titolo originale: Northern Explosion
- Diretto da: Anthony Pullen Shaw
- Scritto da: Mark A. Burley

Per via di alcuni problemi dell'aereo su cui viaggia, Jessica è costretta a fermarsi in una piccola cittadina canadese. Qui è in atto una vera e propria disputa fra la popolazione locale e il governo che ha dato il via libera per l'apertura di una miniera. Gli autoctoni sono piuttosto esasperati e sono sul punto di ricorrere alle armi; poco dopo l'arrivo di Jessica, un'esplosione uccide Hamish McPherson, un passeggero che viaggiava sul suo aereo e così la donna decide di vederci chiaro.

## Le ricette di chef Bonelli
- Titolo originale: Proof in the Pudding
- Diretto da: Jerry Jameson
- Scritto da: Lisa Seidman

Per promuovere il suo ultimo libro, Jessica viene ospitata nella trasmissione televisiva del noto chef Bernardo Bonelli. Questi è noto per avere un caratteraccio e in effetti si dimostra piuttosto sgarbato anche con la signora Fletcher; in realtà lo chef è teso perché è vittima delle pressioni di Paul Avensino, un boss mafioso che cerca di ottenere le quote del suo ristorante. Vessato dalle minacce di Avensino e tormentato dai debiti, Bonelli finisce per cedere una parte del locale al malavitoso, ma poco dopo viene ritrovato morto nelle cucine, con un grosso coltello conficcato nella schiena.

## La compagna di stanza
- Titolo originale: Portrait of Death
- Diretto da: Vincent McEveety
- Scritto da: Donald Ross

Dopo una grossa vittoria alla lotteria, Kim Mitchell ha lasciato Cabot Cove e si è trasferita a New York per rincorrere il suo sogno di fare la scultrice. Jessica incontra casualmente la sua amica nella Grande Mela e viene invitata ad un'asta di beneficenza dove anche Kim deve esporre una sua opera. Durante l'evento viene rubato un quadro di scarso valore, dal titolo "La compagna di stanza", ma il vero crimine avviene qualche ora dopo: il gallerista Philip Jovi, responsabile dell'asta, viene ucciso con la scultura di Kim. La donna viene subito sospettata, ma Jessica decide di dimostrare che l'omicidio non è stato commesso da lei.

## Un furto dopo l'altro
- Titolo originale: Deadly Assets
- Diretto da: Anthony Pullen Shaw
- Scritto da: Tom Sawyer

Per il compleanno del dottor Hazlitt gli amici stanno organizzando una festa e Jessica torna a Cabot Cove per occuparsi dei preparativi. Tuttavia non è l'unica persona a recarsi nel paesino, visto che viene seguita anche da un malavitoso di Chicago e da una vecchia conoscenza della signora Fletcher, l'investigatore privato Charlie Garrett. In quei giorni il ricco imprenditore Sanford Lomax subisce un ingente furto e gran parte dei soldi rubati erano destinati alla banda di malavitosi di Chicago.

## Le erbe del dottor Santana
- Titolo originale: Murder on the Thirtieth Floor
- Diretto da: Walter Grauman
- Scritto da: Robert Van Scoyk

Da quando è morta sua moglie, Edward Graham è sprofondato in una grave depressione: manifesta spesso sbalzi d'umore e soffre di incubi ricorrenti durante i quali sente la voce della donna defunta. Edward, che di professione fa l'editore e pubblica anche i libri della signora Fletcher, è in cura da uno psichiatra, il dottor Santana, che per curare la sua malattia gli prescrive degli intrugli di sua invenzione. Quando Edward viene trovato morto, caduto dal tredicesimo piano, tutti ritengono che sia stato un suicidio ma Jessica non è della stessa opinione.

## Graffiti a Manhattan
- Titolo originale: Time to Die
- Diretto da: Anthony Pullen Shaw
- Scritto da: Laurence Heath

Chris Garcia, brillante allievo di Jessica, ha diversi problemi con il suo patrigno Frank, un uomo insensibile e ricchissimo che presta denaro a usura. Una sera Frank Garcia investe con la sua auto la professoressa Fisher, preside della scuola. I testimoni si rifiutano di denunciarlo pubblicamente e Garcia riesce a procurarsi un alibi fasullo, ma Jessica e Chris non vogliono che la questione si chiuda in questo modo. Il giorno dopo Chris realizza un grosso graffito nel quale denuncia pubblicamente il patrigno, che qualche ora dopo viene ritrovato morto.

## Il cacciatore di cervi
- Titolo originale: The Dying Game
- Diretto da: Jerry Jameson
- Scritto da: Bruce Lansbury

La signora Fletcher è impegnata a promuovere un museo che si occupa di cultura contemporanea e ha stretto un accordo con Floyd Larkin, proprietario dei grandi magazzini Larkin, stabilendo che un piano del centro commerciale sarà destinato al museo. Larkin però, per via di gravi problemi economici, è costretto a vendere i grandi magazzini a Clint Hallowell; così facendo Larkin suscita grande delusione nei suoi dipendenti, che ora rischiano il posto di lavoro, e nella stessa Jessica, che deve rinunciare al museo. Durante il ricevimento che sancisce definitivamente il passaggio di consegne, però, Clint Hallowell viene ucciso.

## Prigioniero del passato
- Titolo originale: The Trouble with Seth
- Diretto da: Anthony Pullen Shaw
- Scritto da: Tom Sawyer

Seth Hazlitt scompare improvvisamente e nel suo ufficio vengono rinvenute tracce di sangue. Tutto lascia presagire il peggio, così lo sceriffo Metzger e Jessica Fletcher si attivano subito per cercare l'amico. Quando viene scoperto un corpo in mezzo alla boscaglia, i due temono che si tratti di Seth ma in realtà scoprono ben presto che il morto è Leo Fender, un pregiudicato che era stato notato nei giorni precedenti mentre si aggirava attorno al negozio di elettronica di Evan Rafferty e mentre avvicinava l'agente immobiliare Julia Harris. La signora Fletcher si trova così davanti a due misteri da risolvere: la scomparsa del dottor Hazlitt e l'omicidio di Fender.

## Una catena di ricatti
- Titolo originale: Roadkill
- Diretto da: Walter Grauman
- Scritto da: Mark A. Burley

Wayne Platte, un amico texano di Jessica, gestisce una società che si occupa di trasporti. La signora Fletcher, che si trova in Texas per fare delle ricerche per il suo libro, cerca di aiutare Wayne a riprendersi da alcune sfortune che gli sono capitate: derubato di un carico di materiale destinato alla NASA, si ritrova senza la copertura assicurativa e con un braccio rotto per via di un incidente. Quando uno dei ladri viene ucciso, il figlio di Wayne, Rob, viene accusato di omicidio e così i Platte chiedono aiuto a Jessica.

## Accordo fatale
- Titolo originale: A Murderous Muse
- Diretto da: Anthony Pullen Shaw
- Scritto da: Bruce Lansbury

Un tempo Hank Walden, era un ottimo suonatore di clarinetto e quando sua figlia Leslie manifestò una passione per il pianoforte, Hank vedovo e alcolista, decise di affidare la bambina al maestro Byron Tokofski. Dopo molti anni Leslie è divenuta una pianista affermata e pur non avendo ancora compiuto diciotto anni, sta per partire per una tournée mondiale. Tokofski però è molto possessivo e geloso nei confronti della ragazza e lei ne soffre molto, tanto da confidarsi con Jessica. Quando improvvisamente Hank ricompare nella vita di Leslie, disintossicato e desideroso di recuperare il rapporto con la figlia, il maestro si oppone. Qualche giorno dopo Tokofski viene ritrovato morto mentre suonava il pianoforte e Hank viene arrestato per l'omicidio.

## La ruota della morte
- Titolo originale: Wheel of Death
- Diretto da: Walter Grauman
- Scritto da: Robert van Scoyk

A Cabot Cove arriva una compagnia di giostrai per raccogliere fondi per il comitato cittadino e nello stesso periodo il paese viene turbato da alcuni furti. Lo sceriffo Metzger ha la sorpresa di ritrovare Joanna, una sua ex fidanzata che lo aveva lasciato molti anni prima per sposare il giostraio Don Sims. Una sera un individuo mascherato accoltella il proprietario delle attrazioni, Carl Dormer, ponendo il suo cadavere sulla ruota panoramica. A essere sospettata dell'omicidio è proprio Joanna, ma Metzger non vuole credere alla sua colpevolezza e Jessica decide di aiutarlo a risolvere il caso.